# Kleinkastell el-Quweira
Das Kleinkastell el-Quweira befindet sich rund 16 Kilometer südlich des Reiterkastells Hauara (El-Humayma), direkt östlich des heutigen gleichnamigen Dorfes. Die in der Provinz Arabia gegründete und während der Regierungszeit des Kaisers Diokletian (284–305) der neugegründeten Provinz Palaestina Tertia zugeschlagene kleine spätantike Fortifikation ist heute größtenteils verschüttet und weitgehend dem modernen Steinraub zum Opfer gefallen. Sie wurde unter anderem während der britischen Mandatszeit unmittelbar westlich des Kastells für die Errichtung eines Polizeipostens zu bedeutenden Teilen aus dem antiken Baumaterial errichtet. Neben der kleinen römischen Befestigung befindet sich ein großes Wasserreservoir. Rund dreißig Meter südsüdöstlich, auf einem über 30 Meter hohen Felsvorsprung, dominiert zusätzlich ein Wachturm den Fundplatz. Das nahe Umland ist topographisch relativ flach ausgeprägt und ermöglicht so einen umfassenden Fernblick. El-Quweira befindet sich an der Via Traiana Nova im Gouvernement Aqaba im Süden von Jordanien.

## Lage
Die zum Grenzschutz abkommandierten militärischen Verbände der römischen Streitkräfte kontrollierten an den Außenposten des Reiches Stammesbewegungen insbesondere entlang der wichtigen Migrationsrouten, da den örtlichen Grenzschutzkommandeuren das zyklische Muster des Nomadenlebens bewusst war. Die Nomadenstämme tendierten dazu, den von der Natur vorgegebenen Wegen und Trassen wie insbesondere den Wadis zu folgen, weshalb gerade dort Militärposten entstanden, wobei die fest stationierten Einheiten auch mittels berittener Patrouillendienste Überwachungsarbeit leisteten.
Der österreich-ungarische Orientalist Alois Musil (1868–1944) stellte fest, dass das kleine Kastell seinen modernen Namen von dem nahen, südöstlich gelegenen und inselförmig aufragenden Sandsteinhügel des Jebel Quweira beziehungsweise Kwêra erhalten hat. „Kwêra“ ist das Diminutiv von „kâra“, was „isolierter Tafelhügel“ bedeutet. Der deutsche Theologe Albrecht Alt (1883–1956) erwähnte in seinem Reisebericht auch eine Quelle, die am westlichen Fuß des Jebel Quweira entspringt. Die Befestigung beherrsche große Teile der umliegenden Wüste Hisma. Im Südosten ragt über niedrige Kuppen hinweg die dunkle Spitze des Umm ’Asrin hervor. Im Osten sind der aus drei Hügeln bestehende 1637 Meter hohe Jebel al-Muharrak sowie dahinter der 1273 Meter hohe Jebel al-Ḩarad zu erkennen. Im Nordosten befinden sich der al-Musrak und der 1272 Meter hohe Jebel al-Hafir. Mit dem beherrschenden Kastell Hauara im Norden bestand Sichtverbindung.
Im Großraum von el-Quweira findet sich lediglich eine wichtige tektonische Verwerfungslinie. Sie streicht von Nordwesten nach Südosten und bildet eine Achse zwischen el-Mudawwara im Gouvernement Ma'an und el-Quweira sowie der Ras en-Naqab-Schichtstufe.
Zwischen el-Quweira und dem Ras en-Naqab dehnt sich eine Sandstein-Wüste aus. Diese wird insbesondere nördlich und nordöstlich von el-Quweira durch stark erodierten weißen Sandstein dominiert, der sich teilweise auch durch steile Erhebungen charakterisiert. Diese Erhebungen werden von Zwergstrauchformationen bewachsen, wobei die Arten Artemisia monosperma und Echiochilon fruticosum vorherrschend sind. Die Alluvialböden der Hangterrassen im Hangfußbereich bestehen aus sandigem Lehm, den der Dornstrauch Zilla spinosa besiedelt. Weitere Pflanzen gehören zu den Chamaephyten, Hemikryptophyten und Therophyten.
Die jährlichen Niederschläge in el-Quweira lagen im Beobachtungszeitraum von 1966 bis 1983 im Mittel bei 58 Millimetern, die Maximalwerte wurden mit 129 Millimetern angegeben, die Minimalwerte betrugen 17 Millimeter.

## Forschungsgeschichte
Ein früher Besucher der Ruinenstätte war Musil, der den Ort am 16. April 1898 sowie am 4. Juni 1910 besuchte und seine Eindrücke 1907 beziehungsweise 1926 veröffentlichte. Musil erkannte das Bauwerk richtigerweise als eine römische Befestigung und konnte berichten, dass 1908 westlich des Kleinkastells ein Telegraphen- und Postamt errichtet wurde. Solange das Haus nicht fertiggestellt war, arbeiteten der zuständige Beamte und seine Gehilfen unter Zeltplanen im Innenhof der Fortifikation. Hierzu war rund ein Drittel des Kastells von Trümmern befreit worden und einige der an den Hof angrenzenden Räume zur vorübergehenden Nutzung während der Regenzeit hergerichtet worden. Neben Musils Beschreibung der Fortifikation berichtete dieser 1898 auch von dem Brauch der Einheimischen, die Leichen ihrer Verstorbenen im Schutt der Räume zu verscharren, die den Innenhof begrenzen. Dadurch sei das ganze Kastell durchwühlt.
Nach Musil kamen weitere Wissenschaftler, darunter am 9. April 1934 der amerikanische Biblische Archäologe Nelson Glueck (1900–1971), nach el-Quweira. Glueck ging davon aus, in der Ruine eine Karawanserei zu sehen, die jüngeren Datums sei, aber in der Nachfolge einer römischen Vorgängerbebauung stehe. Auch Alt fand Gluecks Theorie naheliegend, wollte sie aber erst durch eine Ausgrabung bestätigt sehen. Bereits bevor Alt seine im Herbst 1935 während einer Autofahrt gesammelten Eindrücke 1936 veröffentlichte, waren die Baureste stark beschädigt worden. Im Jahr 1976 nahm der amerikanische Provinzialrömische Archäologe Samuel Thomas Parker mit seinem Limes-Arabicus-Survey-Project eine systematische Feldbegehung vor. Es fanden jedoch zu keinem Zeitpunkt weiterführende Untersuchungen, geschweige denn wissenschaftliche Ausgrabungen statt. Dies änderte sich erst 1989, als der Orientalist und Historiker David F. Graf von der University of Miami kleine Grabungsschnitte im Kastellinneren anlegte. Graf stellte fest, dass die Anlage seit Musils Besuch stark verfallen war. Bei Grafs Sondagen wurden dennoch erhalten gebliebene obere Bereiche einiger überwölbter Türöffnungen freigelegt. Das war ein Hinweis auf einen trotz allem untersuchenswerten Erhaltungszustand der Fortifikation. Neben der Nutzung des Baumaterials aus dem Kleinkastell für den Bau der Polizeiwache während der Mandatszeit fanden auch um 1980 weitere Zerstörungen durch den modernen Straßenbau statt.
Durch den stetig wachsenden Ausbau der inzwischen bis an den Rand des Kleinkastells gewachsenen Siedlung von el-Quweira sind die antiken Kulturgüter, darunter der unbekannte Vicus (Lagerdorf) sowie das gleichfalls nicht bekannte Militärbad einer stetig wachsenden Bedrohung durch eine vollständige Zerstörung ausgesetzt. Die jordanische Regierung unterstützt die Entwicklung el-Quweiras durch Bau und die Inbetriebnahme eines ab 2018 durch den Abu-Dhabi-Entwicklungsfonds (ADFD) mit 150 Millionen US-Dollar gestützten Solarparks sowie durch die von der Aqaba Special Economic Zone Authority (ASEZA) geförderte Investition in den regionalen Ökotourismus, der einer zahlenden Kundschaft die Besonderheiten der örtlichen Wüstenlandschaft erschließt. Kapital für einen Kulturtourismus in el-Quweira, der sich dem antiken Erbe verpflichtet und Ausgrabungen unterstützt, blieb bisher jedoch aus.

## Baugeschichte
Der Ort konnte bisher mit keinem der in den erhaltenen antiken Dokumenten genannten Garnisonsorte unwidersprochen in Übereinstimmung gebracht werden. Innerhalb der späteren römischen Fortifikation wurden eine frühe nabatäische Inschrift sowie nabatäische Keramikfragmente entdeckt, die auf eine vorrömische Besiedlung des Areals hindeuten. Die dort geborgene Oberflächenkeramik sowie die keramischen Funde und Münzen, die während der 1989 angelegten Sondagen zutage kamen, legen jedoch nahe, die kleine Befestigung im Grundsatz als eine römische Gründung zu beschreiben.
Möglicherweise wurde der Platz schon im frühen zweiten Jahrhundert von der römischen Armee besetzt. Die heutige Anlage gehört jedoch der spätantiken Zeit an und wurde frühestens im ausgehenden dritten Jahrhundert oder erst im vierten Jahrhundert erbaut. Das zu Alts Zeiten noch drei bis vier Meter hoch erhaltene Kleinkastell besitzt einen fast quadratischen Grundriss mit Innenmaßen von 32,50 × 31,50 Metern. Die Umfassungsmauern wurden je nach Autor mit einer Stärke von 0,80, 1,60, 1,65 beziehungsweise 2,65 Metern angegeben. Die Mauern wurden aus grob behauenen Sandsteinblöcken errichtet, zwischen deren einzelne Reihen kleinere Bruchsteinen eingefügt sind. Das Bauwerk besitzt insgesamt vier Wehrtürme – je einen in jeder Ecke. Diese Türme springen rund 4,50 Meter aus dem Verband der Wehrmauer hervor und haben quadratische Grundrisse von rund 9 × 9 Metern. Die Eingänge zu den Türmen befinden sich in den Innenecken im rechten Winkel zueinander. Der einzige Zugang ins Innere der Fortifikation befindet sich nach Musil in der südlichen Umfassungsmauer. Einige der steinernen Türsturzblöcke im Kastell tragen unbeschriftete Tabula-ansata-Tafeln, die möglicherweise einst aufgemalte Inschriften trugen. Vermutlich würde bei einer Ausgrabung der für diesen Bautypus typische und von Musil beschriebene Zentralhof freigelegt werden können, der entlang der vier Kurtinen von Raumfluchten begrenzt wird, die an die Umfassungsmauer angebaut sind und zu denen schmale Türöffnungen führen. Die britische Klassische Archäologin Shelagh Gregory stellte fest, dass die nächstgelegene Parallele zu diesem Kastell im Qasr eth-Thuraiya zu finden ist. Dieser ist mit 37,50 × 34,50 Metern lediglich etwas größer.

## Wasserreservoir
Im Jahre 1898 sah Musil knapp 20 Meter südöstlich des Kleinkastells ein quadratisches Wasserreservoir, das sich in einem guten Zustand präsentierte. Alt gab dessen Maße mit rund 32 Meter (West-Ost) × 17 Meter (Nord-Süd) an. Der Wasserspeicher war aus dem felsigen Boden gehauen worden und Musil konnte sich vorstellen, dass das dadurch gewonnene Steinmaterial in der Befestigung verbaut worden war. Um das Reservoir bei Niederschlägen so effektiv wie möglich füllen zu können, waren Rinnen von geringer Tiefe angelegt worden, die zusätzlich für einen Wasserzulauf sorgten. Alt konnte eine dieser Rinnen rund 200 Meter bis zum Reservoir verfolgen.

## Truppe
Vielleicht kann die einst hier stationierte Truppe mit derjenigen identifiziert werden, die in der Notitia dignitatum, einem spätrömischen Staatshandbuch, als „apud Praesidium“ beschrieben wird. Sollte dies der Fall sein, wäre in el-Quweira mit der Ala secunda felix Valentiana eine berittene Einheit in Garnison gewesen. Das antike Praesidium kann eindeutig mit dem Kleinkastell Khirbet el-Khalde südlich von el-Quweira gleichgesetzt werden. Doch neben el-Quweira könnte mit „apud Praesidium“ auch das südlicher gelegene Khirbet el-Kithara gemeint sein. Die Entfernung von beiden mutmaßlichen Orten zu el-Khalde ist jedoch mit 16 und 18 Kilometer beträchtlich. Der britisch-australische Provinzialrömische Archäologe David L. Kennedy empfand es jedoch als seltsam, wenn el-Quweira keinen eigenen lateinischen Namen gehabt hätte.

## Keramik
Glueck schrieb, er habe beträchtliche Mengen an mittelalterlicher arabischer Keramik sowie ebensolche Mengen an byzantinischen Scherben sondiert. Daneben fand er einige römische Erzeugnisse, darunter Sigillaten, sowie wenige nabatäische Stücke. Alt bemerkte überwiegend byzantinisch-arabische Keramikscherben sowie vereinzelt auch nabatäisch-römische Fragmente. Erst durch Parkers umfangreiche Forschungen im Jahre 1976 lag eine quantifizierbare und systematisch ausgewertete Keramikbestimmung auch für el-Quweira vor. Von 167 dort gesammelten Scherben fanden 33 Eingang in die nähere Auswertung. Die chronologischen Perioden und Datierungen richten sich nach Parkers Darstellung von 2006.
| Anzahl         | Zeitstellung           | Bemerkung   |
| -------------- | ---------------------- | ----------- |
| 8 Wandscherben | frührömisch IV (?)     | ca. 73–135  |
| 14             | spätrömisch III–IV     | ca. 235–324 |
| 4              | frühbyzantinisch I–III | ca. 324–450 |
| 5              | modern                 |             |
| 2              | unbestimmt             |             |

Im Gegensatz zu Glueck und Alt fand Parker offenbar keinerlei nabatäische Waren im Bereich des Kastells. Graf jedoch konnte 1989 sowohl im Kastell als auch am Wachturm auf dem Jebel Quweira nabatäische Keramiken identifizieren. Insgesamt verdeutlichen die Funde eine wahrscheinlich nabatäische Gründung in el-Quweira, die nach der römischen Annexion des Nabatäerreiches während der Regierungszeit des Kaisers Trajan (98–117) von neueren Strukturen überlagert wurde.

## Wachturm
Angrenzend an das Kleinkastell befand sich südöstlich auf dem kleinen, nahegelegenen tafelförmigen Felsrücken des Jebel Quweira, rund 30 Meter über dem Umland und der Garnison, ein Wachturm, der einen weiten Fernblick über die umliegende Ebene bot.  Während Glueck lediglich unidentifizierbare Keramikfragmente feststellen konnte, war Graf in der Lage, an dem rund 8 × 8 Meter großen Turm neben nabatäischen Scherben auch Steinblöcke mit typischen nabatäischen Meißelspuren festzustellen. Diese durch Meißel gesetzte Linien erscheinen als gestreifte Diagonalen an den Außenseiten der Mauerblöcke.